# Stora Porsagöl
Stora Porsagöl är en sjö i Gislaveds kommun i Småland och ingår i Nissans huvudavrinningsområde.